# Поберово
Поберово (пол. Pobierowo, нім. Poberow) — село в Польщі, у гміні Реваль Ґрифицького повіту Західнопоморського воєводства.
Населення — 1100 осіб (2011).
У 1975-1998 роках село належало до Щецинського воєводства.

## Демографія
Демографічна структура станом на 31 березня 2011 року:
|          | Загалом | Допрацездатний вік | Працездатний вік | Постпрацездатний вік |
| -------- | ------- | ------------------ | ---------------- | -------------------- |
| Чоловіки | 524     | 116                | 342              | 66                   |
| Жінки    | 576     | 101                | 350              | 125                  |
| Разом    | 1100    | 217                | 692              | 191                  |